# Angelina
Angelina – forma pochodna imion Aniela, Angela.
W Polsce do lat 20. XX wieku imię Angelina nadano 8 razy. Imię zyskało popularność od lat 80. XX wieku pod wpływem filmu i telewizji. W 1994 zarejestrowano 1581 kobiet o tym imieniu. W styczniu 2025 r. w rejestrze PESEL, wśród publicznie dostępnych danych dotyczących osób żyjących, wykazano 4508 kobiet o imieniu Angelina nadanym jako imię pierwsze, 404 zarejestrowane jako Andżelina a także 88 zapisywanych jako Andrzelina.
Zapis imienia Angelina bywa spolszczany i występuje w formie Andżelina lub Andrzelina. Ta druga wersja jest błędna. Po hiszpańsku czytane jako Anhelina, po bułgarsku Angielina.
Angelina imieniny obchodzi 29 kwietnia, 15 czerwca, 15 lipca, 21 lipca, 10 grudnia i 25 grudnia.

## Kobiety o imieniu Angelina
- Angelina Grimké – amerykańska abolicjonistka i sufrażystka
- Angelina Hübner-Grün – niemiecka siatkarka
- Angelina Jolie – amerykańska aktorka
- Angelina Marsciano – włoska zakonnica.

Postacie fikcyjne noszące imię Angelina
- Angelina Johnson – postać z cyklu książek o przygodach Harry’ego Pottera, uczennica domu Gryffindor, ścigająca w drużynie quidditcha Gryffindoru, w V tomie kapitan drużyny Gryfonów.